# Малозёмов, Иван Иванович
Иван Иванович Малозёмов (26 сентября [8 октября] 1899, Луговец, Черниговская губерния — 19 ноября 1954, Киев) — советский архитектор, педагог, разработчик генпланов многих городов бывшего СССР, профессор.

## Биография
Родился 26 сентября (8 октября) 1899 года в селе Луговец (теперь Мглинского района Брянской области).
Окончил Стародубскую гимназию в 1917 году. Служил начальником Чаусовский волостной милиции. В 1927 году окончил Киевский художественный институт и получил звание архитектора-художника. Учился у А. Мурашко, П. Алешина, А. Вербицкого, И. Моргилевского. В студенческие годы работал в различных организациях и учреждениях, в частности проектировал Киевскую кинофабрику у профессора В. Рыкова (1926—1927).
В 1927—1929 годах — старший архитектор на строительстве Дома госпромышленности в Харькове. В 1929—1936 годах — работа в институте «Днепромост». В 1932 году — председатель оргкомитета по созданию Союза архитекторов Украины, в 1934—1936 годах — заместитель председателя Союза.
В 1936—1941 годах — главный архитектор Ленинграда. В 1941—1943 годах — полковой инженер на Ленинградском фронте. Участвовал в боях под Лигово, Колпино и других. Был тяжело ранен и с 1943 по 1945 год работал в «Ленпроекты», где составил схему восстановления и генеральный план Коплино на должности руководителя мастерской. В 1945—1954 годах — сначала исполняющий обязанности, а затем заместитель начальника Управления по делам архитектуры при Совете Министров СССР, член Учёного Совета института градостроительства Академии архитектуры УССР.
В 1928—1936 годах — преподаватель Харьковского художественного института, института строительного и коммунального хозяйства. В 1945—1954 годах — преподаватель Киевского художественного института.
Умер 19 ноября 1954 года. Похоронен в Киеве на Лукьяновском кладбище (участок № 34, ряд 3, место 42).

## Архитектурная деятельность
Иван Малозёмов — автор генеральных проектов планировки четырёх столиц союзных республик — Киева (1948), Тбилиси (1934), Еревана (1938), Якутска (1939), Петрозаводска (1940), гигантов промышленности — Запорожья (1932, 1949), Мариуполя (1935), Кривого Рога (1936), Твери (1937), Питкяранта (1940), Колпино (1944). Соавтор генплана Киева 1946—1947 лет с перспективой на 15-20 лет (А. Власов, Б. Приймак, Б. Полищук, инженер И. Козлов). 
Автор более 30 проектов различных зданий в области гражданской архитектуры:
- Интерьер дома Харьковский в Харькове (1927—1928);
- Проект здания клуба строителей в Харькове (1927);
- Проект столовой для «Донбассуголь»;
- Жилой массив «Луч» в Харькове (1928);
- Проект дома «Техиздат» на улице Сумской в Харькове (1929);
- Проект жилого дома на улице Дарвина в Харькове и выставочного павильона (1930);
- Проект выставочного павильона в университетском саду в Харькове;
- Проект фабрики фотоплёночной аппаратуры имени Дзержинского в Харькове (в сотрудничестве с архитекторами Манучаровой, Приймаком и Яковлевым; 1931);
- Проект набережной реки Куры в Тбилиси (1934) и другие.

Автор ряда трудов по архитектуре, развитию градостроительства.